# Alfred Alexandrowitsch Parland

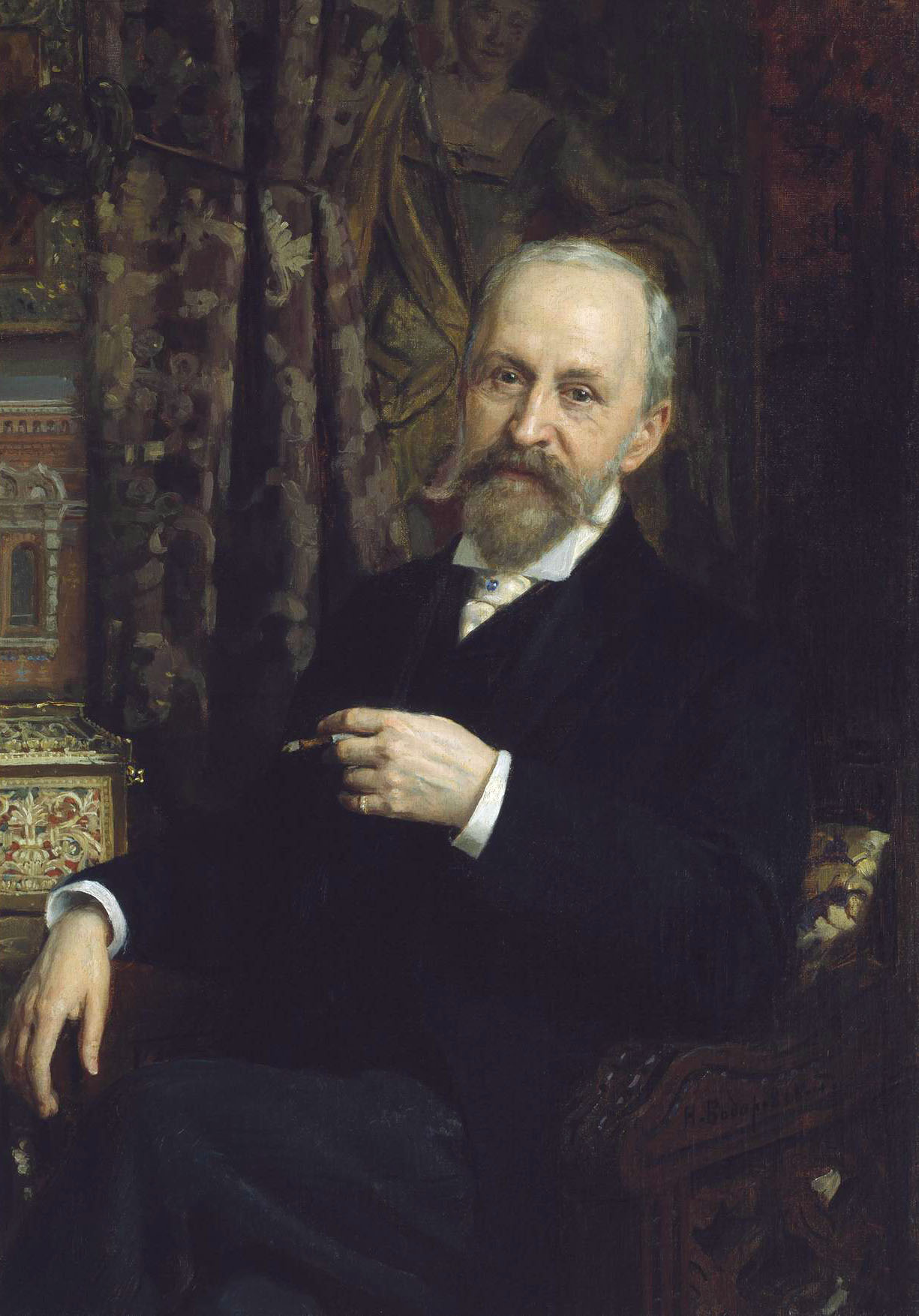
Alfred Parland

Alfred Alexandrowitsch Parland (russisch Альфред Александрович Парланд, * 12. Dezember 1842 in Sankt Petersburg; † 1919 in Petrograd) war ein russischer Architekt. Er plante unter anderem den Bau der Auferstehungskirche in Sankt Petersburg.

## Leben
Parland entstammte einer deutsch-baltisch-schottischen Familie, die im Dienst des Zaren seit der Zeit um 1800 am Schloss Peterhof stand. Zuerst lernte er am Sankt Petersburger 4. Gymnasium, anschließend an der Stuttgarter Polytechnischen Schule und studierte ab 1862 an der Russischen Kunstakademie. Während seiner Ausbildung wurde er für seine Zeichnungen und Architekturen mit fünf Medaillen ausgezeichnet.
Nach Beendigung des akademischen Studiums im Jahre 1871 erhielt er für den Wettbewerbsentwurf eines Doms auf dem Orthodoxen Friedhof die Große Goldmedaille und das Recht auf Reisen in „fremde Lande“ in Form eines Stipendiums der Akademie, die aber durch den Bau der Kirche der Auferstehung Christi in der Dreifaltigkeits-Einsiedelei nahe Petersburg verzögert wurden. Der Bau dieses Tempels im byzantinischen Stil wurde dem jungen Baumeister nach seinem eigenen Projektentwurf nach Absolvieren der Akademie in Auftrag gegeben.
Nachdem er sich endlich auf Reisen ins Ausland begeben konnte, besuchte Parland Italien und andere Länder Europas, um Architekturdenkmäler zu studieren. Für die während der Reise erstellten Pläne und Zeichnungen wurde ihm nach seiner Rückkehr nach Sankt Petersburg im Jahre 1880 der Titel Mitglied der Russischen Kunstakademie verliehen und 1892 wurde er zum Professor der Kunstakademie berufen. In der folgenden Dekade hielt Parland Vorlesungen über die Architektur im alten Griechenland und Rom.

## Werke
Außer der obenerwähnten Dreifaltigkeits-Einsiedelei sind folgende Kirchenbauprojekte Parlands erwähnenswert:
- Kirche der Mutter Gottes, gestiftet von N. I. Bobrikow im Gouvernement Nowgorod
- Kirche der Heiligen Theodora, gestiftet von Rakejew im Gouvernement Smolensk
- Kirche Mariä Aufnahme in den Himmel in Opotschka im Gouvernement Pskow
- Grundlegender Umbau der Znamenski-Kirche im alten Peterhof

In Sankt Petersburg schuf er das Gebäudeensemble der Auferstehungskirche in einheitlichem Stil, so die Einfriedung des Michailow-Gartens (1903–1907), die Kapelle, die Sakristei und den Wohnflügel der Kirche (1906–1907). Weiterhin entwarf Parland eine Villa in der Kuibyschew Straße, Hausnummer 25 (1874). Er plante außerdem den Bau der Grabdenkmäler von:
- E. Parland auf dem Smolensker Lutherischen Friedhof (1870)
- W. N. Hitrowo auf dem Sankt-Nikolaus-Friedhof (1915)

Auferstehungskirche

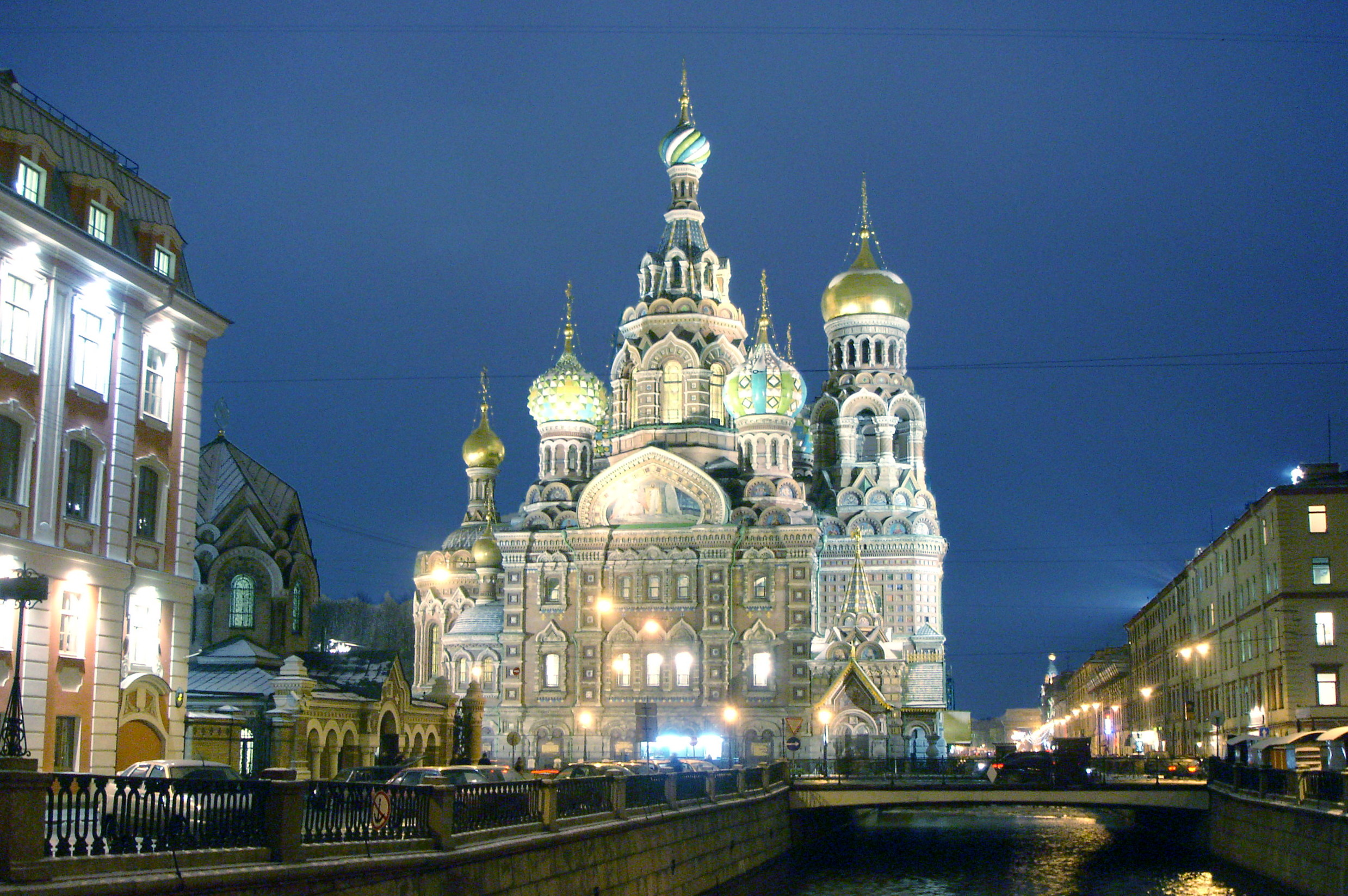
Auferstehungskirche bei Nacht

Alfred Parland schuf in den Jahren 1883 bis 1907 einen Sakralbau im altrussischen Stil, dessen Vorbild die Basiliuskathedrale in Moskau war. Nach Vorlagen der russischen Maler Wasnezow, Nesterow und Rjabuschkin wurden bei der äußeren und vor allem inneren Gestaltung des Bauwerks Mosaike geschaffen, die insgesamt eine Fläche von 400 m2 bedecken. Der Grundriss der Kirche bildet die Form eines Kreuzes mit einem Glockenturm an der Westseite des Gebäudes. Parland ließ moderne ingenieurtechnische Erkenntnisse in den Bau fließen. So wurden Betonfundamente gegossen und nicht die sonst üblichen Stein-Sand-Fundamente und Holzpfähle verwendet. Eine konstante Temperatur im Inneren wurde durch Heizanlagen ermöglicht.